# Terza Via (Polonia)
Terza Via (in polacco: Trzecia Droga - TD) è un'alleanza elettorale costituita da Polonia 2050 e da Coalizione Polacca, a sua volta guidata dal Partito Popolare Polacco, in vista delle elezioni parlamentari del 2023. L'obiettivo dichiarato della coalizione è quello di fornire una terza via in alternativa a Diritto e Giustizia e a Piattaforma Civica, i due partiti dominanti nel Paese.

## Risultati elettorali
| Elezione          | Voti      | %     | Seggi    |
| ----------------- | --------- | ----- | -------- |
| Parlamentari 2023 | 3.110.670 | 14,40 | 65 / 460 |
| Europee 2024      | 813.238   | 6,91  | 3 / 53   |